# 阿尔斯特 (东佛兰德省)
阿尔斯特（荷蘭語：Aalst，荷蘭語發音：[aːlst] ⓘ），法语名阿洛斯特（法語：Alost，法語發音：[alɔst]），是比利时弗拉芒大區东佛兰德省的一座城市，位于登德尔地区与登德尔河畔，东与弗拉芒布拉班特省接壤，通行荷蘭語，是弗拉芒社群的一部分，面积78.66平方千米，人口88,854人（2022年1月1日）。

## 交通
- 阿尔斯特站